# 綿貫志信
綿貫 志信（わたぬき しのぶ、1992年6月1日 - ）は、
日本の俳優、映画監督、モデル。
東京都出身、身長179cm。愛称はぬっきー。

## 人物
総合学園ヒューマンアカデミー那覇校6期卒。沖縄の劇団に所属後、帰京。ファッション、殺陣が趣味。俳優業の傍ら、ポートレートモデルや配信アプリでの活動も行っている。
2022年より映画監督としても活動を開始。同時に上映会の主宰を務め、初脚本監督作品「虹」を完成させる。
翌年2023年には名称をSWP上映会として
第2弾脚本監督作品『男と女〜Three non-intersect stories〜』を上映する。

## 出演

### 映画
- ABEMAPREMIUM アンダードッグ(2021年)武正晴監督
- 映画　虹(2022年)脚本監督出演
- 映画　 男と女〜Three non-intersect stories〜(2023年)脚本監督出演

### ドラマ
- NHK ファミリーヒストリー『平岳大～父の背を追って、海を越えた一族の絆～』(2013年)
- テレビ朝日 Re:フォロワー(2019年)西田大輔監督 ｰ 警官役

### バラエティ
- 日本テレビ 上田と女が吠える夜(2022年)

### MV
- 10feet アオ (2021年)

### 声優
- 琉球朝日放送 はいたい七葉 モブ役(2013年)木村寛監督

### 舞台
- AND ENDLESS WS2015卒業公演

「THE RUN&HIDE&SEEK」省吾郎役
演出：西田大輔
2015年10月30日～11月1日 新宿シアターブラッツ
- DisGOONie Present Vol.1

「from chester Copperpot」
演出：西田大輔
2015年11月14日～29日 東京芸術劇場 シアターウエスト
- Free(S)プロデュース

「パンケーキとオムライス」さおり役
（演出：下出丞一）
2016年5月4日～8日 本多劇場グループ「シアター711」
- VACAR ENTERTAINMENT

「チェンジオブワールド」光一役
（演出：チョンガンソン）
2016年6月21日～26日 日暮里ｄ‐倉庫
- ディスグーニーWS2016 卒業公演

「安穏 目吐露濃霧」サンタ役
演出：西田大輔
2016年11月10日～14日 六行会ホール
- ゲキバカ2017新春公演

「独狼-DOKUROU-」
（総合演出：柿ノ木タケヲ 演出：西川康太郎） 
2017年1月12日～16日 萬劇場
- 「真・三國無双」

（構成・演出・振付：西田大輔）
2017年2月11日～19日 全労災ホール／スペース・ゼロ
- SP/ACE=project

「恋文ガール！」阿部アタル役
（演出監修：松崎史也 演出：浅倉裕太） 2017年5月24日～28日 シアターKASSAI
- DisGoonie WS2017

「ホタル」深浦役（主演）
（演出：西田大輔）
2017年11月16日～22日 新宿シアターモリエール
- Sense fusion-01

「僕のカタチと、僕のアイダ」武井高虎役
（演出：加藤真紀子）
2018年10月17日～21日 劇場MOMO
- 「富豪刑事BUL_STAGE」

（演出･殺陣振付：西田大輔）
2020年10月2日～10月11日
品川プリンスホテル クラブeX
- 劇団鮫軟骨第10回本公演

「まっきいろな嘘」セバスチャン役
2021年11月10日～11月14日
(演出：三保谷骨太呂卯)

### 朗読劇
个LABO(演出：藤本竜輔)
2018年
- 「BoysLive」＃1、＃2

2019年
- 7月「茶の間3B」
- 10月「タテゴエ」
- 11月「月読み11」

2020年
- 2月「監視部」
- 3月「Readingfilms#2」(主演) 中目黒 Under the mat

### ラジオ
2019年
- 12月鎌倉FM #鎌倉愛＄箱 ゲスト出演